# Lac du Serpent
Lac du Serpent är en sjö i Kanada.   Den ligger i regionen Saguenay–Lac-Saint-Jean och provinsen Québec, i den östra delen av landet, 600 km nordost om huvudstaden Ottawa. Lac du Serpent ligger 396 meter över havet. Arean är 9,2 kvadratkilometer. Den sträcker sig 7,0 kilometer i nord-sydlig riktning, och 3,6 kilometer i öst-västlig riktning.
I omgivningarna runt Lac du Serpent växer i huvudsak blandskog. Trakten runt Lac du Serpent är nära nog obefolkad, med mindre än två invånare per kvadratkilometer.